# Heliocopris sylvanus
Heliocopris sylvanus là một loài bọ cánh cứng trong họ Bọ hung (Scarabaeidae).